# Fissidens consociatus
Fissidens consociatus är en bladmossart som beskrevs av Thériot 1910. Fissidens consociatus ingår i släktet fickmossor, och familjen Fissidentaceae. Inga underarter finns listade i Catalogue of Life.